# Русанівка (зупинний пункт)
Руса́нівка (до 18 січня 2024 — Київська Русанівка) — пасажирський залізничний зупинний пункт Київського залізничного вузла Південно-Західної залізниці. Розташований на Північному напівкільці — обхідній залізничній лінії, що сполучає станції Борщагівка та Дарниця через станцію Почайна між станціями Микільська Слобідка та Дарниця.

## Історія
Зупинний пункт відкритий у 1974 році, через появу та забудову масиву Русанівка.
Частина лінії Північного напівкільця, на якій розташований зупинний пункт, побудована 1929 року та була електрифікована у 1960-х роках.
Має виходи на вулиці Вифлеємську та Бориса Мартоса. Поруч розташований шляхопровід над проспектом Соборності.
Місцевість біля платформи також добре відома серед киян тим, що тут здавна розташоване так зване «собаче кладовище», де ховають домашніх тварин. В останні роки київська влада проголошувала намір перенести його, але нове, офіційне місце поховання тварин досі не відкрито.
У 2011 році, після запуску міської електрички зупинний пункт був закритий. Повторне введення в дію планувалося у 2013 році разом із пуском третьої черги міської електрички, але залишався не введеним в експлуатацію аж до квітня 2022 року.
9 квітня 2022 року «Укрзалізниця» анонсувала, що платформа Київська-Русанівка буде відремонтована спеціально для поїздів Київської міської електрички, яка з 21 березня перейшла у підпорядкування Київської дирекції Південно-Західної залізниці.
19 квітня 2022 року відновлена робота залізничної платформи, якою скористалися перші пасажири, що прибули модернізованим 10-вагонним електропоїздом.
18 січня 2024 року рішенням  Київської міської ради платформа Київська-Русанівка  перейменована на Русанівку, для більш точної відповідності назв топоніміці столиці та полегшення навігації історичними районами міста.
Поблизу платформи розташована зупинка автобусних маршрутів № 42, 44, 87, 111 які сполучають платформу з житловими масивами Березняки, Осокорки, Лівобережний, Микільська слобідка, а також з правим берегом Києва.

## Цікавий факт
- Попри свою назву, платформа не розташована на Русанівському острові, хоча і розташована у безпосередній близкості від нього.